# Byttneria crenulata
Byttneria crenulata är en malvaväxtart som beskrevs av Nathaniel Wallich. Byttneria crenulata ingår i släktet Byttneria och familjen malvaväxter. Inga underarter finns listade i Catalogue of Life.